# FTDI

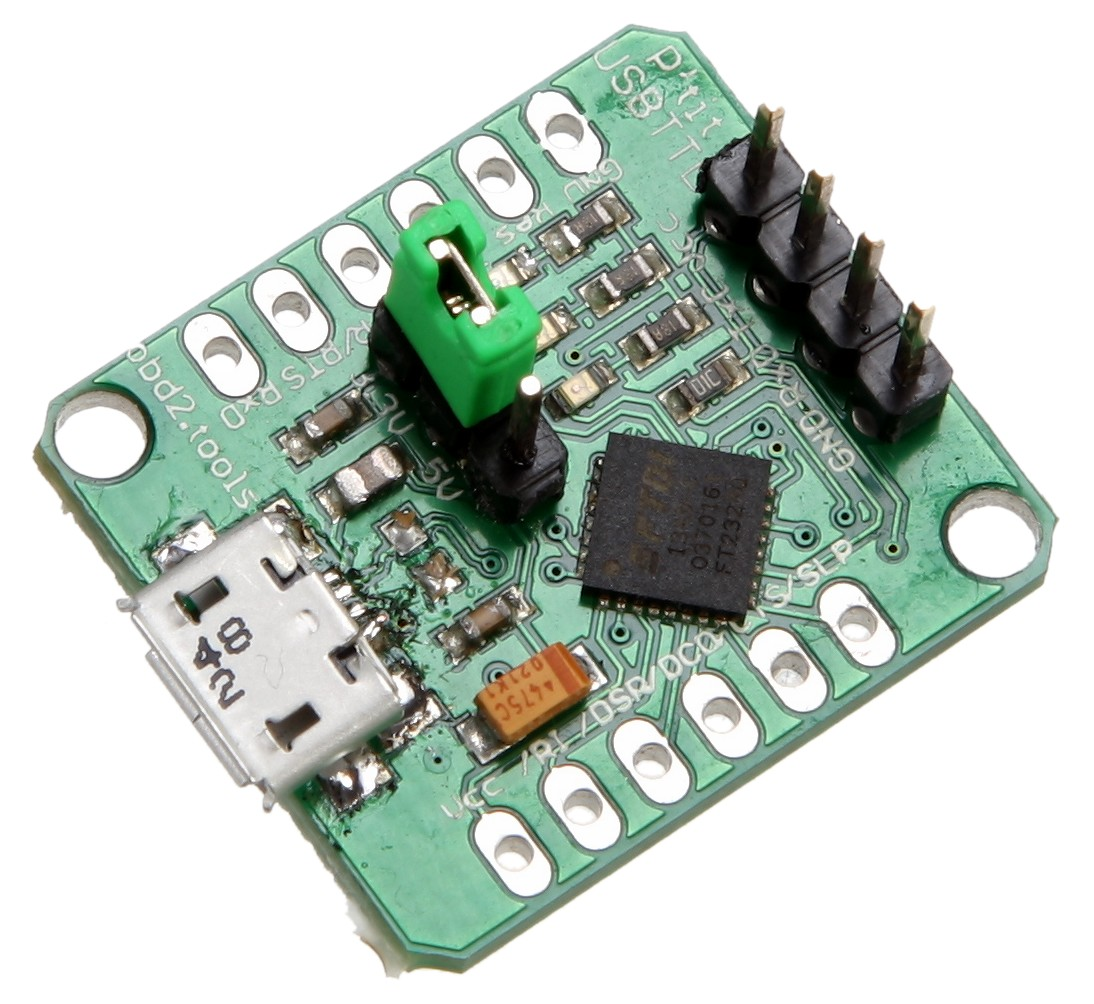
Dieser USB/UART Adapter mit dem IC FT232RQ (QFN-Gehäuse, schwarzes Quadrat) liefert mit TTL-Pegel alle für eine RS-232-Verbindung erforderlichen Signale; die Pegelwandlung ist nicht enthalten

Die Firma Future Technology Devices International wurde unter ihrem Kürzel FTDI für ihre USB-UART-Interface-Chips bekannt, mit denen es möglich ist, eine serielle Schnittstelle vom Typ RS-232 über einen weiteren Pegelwandler-Schaltkreis mit einem Universal Serial Bus (USB) zu verbinden.
Es handelt sich um einen Fabless-IC-Hersteller. Inzwischen werden von FTDI auch Grafikchips mit dem Markennamen EVE (Embedded Video Engine) für die Ansteuerung kleiner Touch-Displays sowie ein eigener Mikrocontroller entwickelt.
Die Firma hat ihren Hauptsitz in Glasgow (Schottland). Es existieren Niederlassungen in Taiwan und in den USA, die Herstellung der integrierten Schaltkreise erfolgt in Asien durch Subunternehmer.
Im Oktober 2014 ließ FTDI über das Windows Update einen neuen Treiber für ihren USB-RS232-Chip FT232R verbreiten, der gefälschte Chips so veränderte, dass sie nicht mehr funktionierten. Obwohl der Treiber nur einige Tage verbreitet wurde und die Änderung mit entsprechender Software reversibel ist, erlangte die Firma damit große Aufmerksamkeit. Sie hatte schon einige Jahre mit den sehr weit verbreiteten Fälschungen dieses Chips zu kämpfen und schon vorher Schritte unternommen, damit der FTDI-Treiber keine Fälschungen mehr unterstützt.
Anfang Februar 2016 ist FTDI wieder in die Schlagzeilen geraten, weil der über Windows Update verbreitete neue Treiber bei gefälschten Chips den seriellen Datenstrom durch folgenden Text ersetzt: NON GENUINE DEVICE FOUND!. Damit erscheinen die Geräte für den Endanwender defekt.